# Dennis Bingham
Dennis Bingham   (Bangor, 11 d'agost de 1880 - Cirencester, 28 de desembre de 1940) va ser un jugador de polo nord-irlandès que va competir sota bandera britànica.
El 1924 va prendre part en els Jocs Olímpics de París, on guanyà la medalla de bronze en la competició de polo. Bingham compartí equip amb Frederick Barrett, Fred Guest i Kinnear Wise.